# زمین‌لرزه مارس ۱۹۸۷ شیلی
زمین‌لرزه شیلی  در تاریخ ۵ مارس ۱۹۸۷ میلادی، برابر با ‎۱۴ اسفند ۱۳۶۵، ساعت ۹:۱۷:۰۵ به زمان یوتی‌سی در شیلی رخ داد. ژرفای این زلزله ۴۶٫۴ کیلومتر بود، و بزرگی آن ۷٫۵ در مقیاس Mw اعلام شده‌است. زمین‌لرزه به وقت محلی در روز پنج‌شنبه، ساعت ۵ روی داده و منطقه زمانی آن یوتی‌سی -۴ بوده‌است (با لحاظ تغییر ساعت تابستانی).
سازمان زمین‌شناسی آمریکا نیز رومرکز این زمین‌لرزه را در مختصات ۲۴°۲۳′۱۷″جنوبی ۷۰°۰۹′۴۰″غربی / ۲۴٫۳۸۸°جنوبی ۷۰٫۱۶۱°غربی و ژرفای آنرا در ۶۲ کیلومتر گزارش کرده‌است. بزرگی برگزیدهٔ این سازمان از میان بزرگیهای محاسبه‌شدهٔ مختلف ۷٫۳ در مقیاس Ms بوده و از دید اثر، در میان چهار دسته‌بندی «نامحسوس»، «محسوس»، «زیان‌آور» یا «با تلفات»، زلزله را «با تلفات» اعلام کرده‌است.سونامی نیز در این زلزله گزارش شده‌است.
پروژهٔ «تنسور گشتاور مرکزوار» زاویه‌های (راستا، شیب، ریک) گسل سازندهٔ زمین‌لرزه و صفحه عمود بر آنرا (°۱۲، °۲۳، °۱۰۶) یا (°۱۷۵، °۶۸، °۸۳) و نوع گسل را «معکوس» فرارسانده‌است.
شمار کشتگان زلزله حدود ۱ نفر بوده‌است.تعداد زخمیان ۰ نفر برآورده شده‌است.